# Irving Rapper

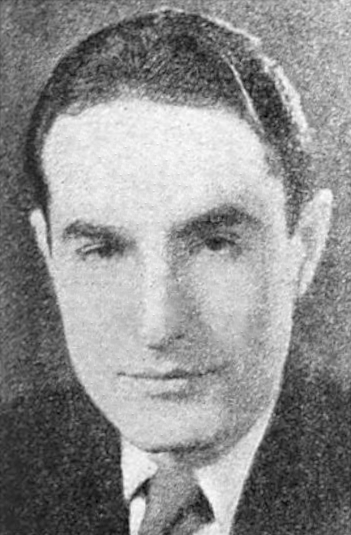
Irving Rapper

Irving Rapper (Londra, 16 gennaio 1898 – Los Angeles, 20 dicembre 1999) è stato un regista britannico.

## Biografia
Nato a Londra da famiglia ebraica, emigrò a New York dove si iscrisse all'università e per mantenersi cercò lavoro a Broadway, dove in breve trovò occupazione come attore e direttore di teatro.
A metà degli anni trenta venne convocato dalla Warner che lo assunse come direttore dei dialoghi, una professione relativamente nuova nata con l'avvento del sonoro, il cui compito era quello di lavorare con gli attori sulla recitazione e affiancarsi al regista, in particolare quando questi era uno straniero che mal parlava l'inglese. Lavorò infatti con registi quali Michael Curtiz che era ungherese, Anatole Litvak che parlava francese e William Dieterle di nazionalità tedesca. Questo lavoro lo portò a stringere forti legami con molti attori perché passava parecchio tempo con loro.
Desideroso di diventare regista, rifiutò opere che considerava minori e uno dei suoi primi lavori fu Un piede in paradiso (1941), un dramma familiare che doveva inizialmente girare Anatole Litvak. Il successo del film giovò alla sua carriera che ebbe ulteriore impulso quando girò Perdutamente tua (1942), un melodramma sull'adulterio lodato dalla critica e premiato dal pubblico. Rapper ottenne di avere voce in capitolo sul cast, riuscendo a far scritturare gli attori che voleva, contro il parere della produzione. Gran parte dello stesso cast si ritrovò nel melodramma, genere in cui Rapper si andava specializzando, Il prezzo dell'inganno (1946). Poco dopo lasciò la Warner per lavorare alla Columbia, per poi tornare alla Warner a dirigere Lo zoo di vetro (1950), tratto dalla pièce di Tennessee Williams.
Uno dei suoi ultimi lavori degni di nota fu Eternamente femmina (1953), un dramma con Ginger Rogers. Lo studio-system da cui aveva sempre tentato di slegarsi lo spinse a lavori di minor conto quale Ponzio Pilato (1962).
Nel 1970 si ritirò pressoché del tutto dal cinema, e morì nel 1999, a 101 anni.

## Filmografia

### Regista
- Shining Victory (1941)
- Un piede in paradiso (One Foot in Heaven) (1941)
- Perdutamente tua (Now, Voyager) (1942)
- Le tre sorelle (The Gay Sisters) (1942)
- Il pilota del Mississippi (The Adventures of Mark Twain) (1944)
- Il grano è verde (The Corn Is Green) (1945)
- Rapsodia in blu (Rhapsody in Blue) (1945)
- Il prezzo dell'inganno (Deception) (1946)
- La voce della tortora (The Voice of the Turtle) (1947)
- Lo zoo di vetro (The Glass Menagerie) (1950)
- Anna Lucasta (1949)
- La fossa dei peccati (Another Man's Poison) (1951)
- Eternamente femmina (Forever Female) (1953)
- Lontano dalle stelle (Bad for Each Other) (1953)
- La più grande corrida (The Brave One) (1956)
- L'ora del delitto (Strange Intruder) (1956)
- Vertigine (Marjorie Morningstar) (1958)
- Vento di tempesta (The Miracle) (1959)
- Giuseppe venduto dai fratelli (1960)
- Ponzio Pilato (1962)
- Il primo uomo diventato donna (The Christine Jorgensen Story) (1970)
- Born Again (1978)

### Aiuto regista
- Paradiso proibito (All This, and Heaven Too), regia di Anatole Litvak (1940)